# Spodnji Razbor
Spodnji Razbor je naselje v Občini Slovenj Gradec.